# Gotenkrieg (535–554)
Iberischer Krieg
Thannuris – Dara – Satala – Callinicum – Martyropolis
Vandalenkrieg
Ad Decimum – Tricamarum
Gotenkrieg
1. Neapel – 1. Rom – Verona – Faventia – Mucellium – 2. Neapel – 2. Rom – 3. Rom – Sena Gallica – Busta Gallorum – Mons Lactarius – Casilinus
Eroberung von Spania
Maurenkriege
Mammes und Bourgaon – Babosis und Zerboule – Cillium – Marta – Felder von Cato
Lasischer Krieg
1. Petra – 2. Petra – 3. Petra – 1. Archäopolis – Cotais – 2. Archäopolis – Telephis–Ollaria – Onoguris (3. Archäopolis) – Phasis – Tzacher
Gotenkrieg war ein Krieg zwischen den Ostgoten und dem Oströmischen Reich unter Justinian I. in den Jahren 535–552 (bzw. 562), der mit dem Pyrrhussieg der Oströmer und der Vernichtung des Ostgotenreiches endete. In der Forschung wird dabei oft zwischen dem „Ersten Gotenkrieg“ von 535 bis 540 und dem „Zweiten Gotenkrieg“ von 541 bis 552/562 unterschieden.

## Ausgangslage
Nach dem Untergang des Weströmischen Reiches in den Jahren 476 bzw. 480 traten Herrscher germanischer Reiche, die nominell noch den oströmischen Kaiser als Oberherren anerkannten, an seine Stelle (siehe Völkerwanderung). In Italien, dem alten Kernland des Imperiums, hatte Odoaker 476 eine eigene Herrschaft errichtet, die aber schon nach wenigen Jahren mit der Eroberung Italiens durch die Ostgoten unter Theoderich dem Großen im Jahr 493 gewaltsam beendet wurde. Das Oströmische Reich hatte diese neuen Machtverhältnisse 497 faktisch anerkannt, zumal die Ostgoten die spätantiken Strukturen Italiens weitgehend unangetastet ließen und sich Ostrom formal unterordneten. Kaiser Justinian I., der im Jahr 527 in Konstantinopel an die Macht kam, hatte sich jedoch zum Ziel gesetzt, das alte Römische Reich wiederherzustellen (Restauratio imperii) und die an die Germanen verlorenen Gebiete zurückzuerobern. Dieses Ziel fasste der Kaiser wahrscheinlich nach dem überraschend kurzen und siegreichen Vandalenkrieg, der im Jahre 533 begonnen wurde und in dem der oströmische Feldherr Belisar binnen weniger Monate das Vandalenreich in Nordafrika vernichtend schlagen und dem Oströmischen Reich einverleiben konnte. Angesichts dieses Erfolges schien nun wohl auch die Rückeroberung Italiens möglich. Das Ostgotenreich war nun sowohl von Osten als auch von Süden bedroht (hinzu kam die Bedrohung durch die fränkischen Merowinger im Nordwesten), und Justinian wartete nur noch auf einen geeigneten Anlass, um auch in Italien eingreifen zu können.

## Erster Gotenkrieg (535–540)

Karte mit den Armeebewegungen während der ersten Phase des Gotenkrieges (535–540)

Theoderich war im Jahr 526 gestorben, und sein Tod führte zu Nachfolgekämpfen, die sein Reich schwächten. Nachfolger wurde Theoderichs Enkel Athalarich, der allerdings noch minderjährig war und unter der Regentschaft seiner Mutter Amalasuntha stand. Diese war pro-römisch eingestellt (so standen den oströmischen Truppen 533 ostgotische Häfen auf Sizilien als Basen für den Kampf gegen die Vandalen zur Verfügung), geriet aber in Gegensatz zu ihrem Vetter Theodahad, der nach dem Tod Athalarichs im Jahr 534 Mitherrscher des Ostgotenreiches wurde. Diese Rivalität eskalierte 535, als Theodahad Amalasuntha einsperren und am 30. April ermorden ließ. Justinian sah diese Ereignisse als willkommene Gelegenheit, in Italien einmarschieren und seinen offenbar geschwächten Gegner überwältigen zu können. Zu diesem Zweck ließ er seine Feldherren 535 an zwei Fronten zugleich angreifen.
An der Landgrenze in Illyrien kam der oströmische Vormarsch nur sehr langsam voran; dem Feldherren Mundus gelang lediglich die Einnahme von Salona. Umso erfolgreicher agierte der bereits im Vandalenkrieg siegreiche Belisar in Italien selbst. Mit einer Elitetruppe von 7.500 Mann, die aber durch weitere Truppen ergänzt wurde, konnte er rasch Sizilien in Besitz nehmen und landete schon wenig später bei Rhegium, das er ebenso erobern konnte wie bald darauf (nach heftigen Kämpfen) Neapel. Ehe die Ostgoten eine effiziente Verteidigung organisieren konnten, stand Belisar bereits vor Rom, das er am 9. Dezember 536 einnahm. Für diese katastrophale Entwicklung machten die Ostgoten ihren König Theodahad verantwortlich, der gestürzt und von Witichis (Witigis, Wittiges) abgelöst wurde; dieser ließ seinen Vorgänger töten und setzte alles daran, das verlorengegangene Gebiet zurückzuerobern. Seine Legitimität sicherte sich der vormalige königliche Leibwächter durch die Heirat von Matasuentha, die als Tochter der Amalasuntha dem amalischen Königshaus entstammte.
Zunächst suchte Witichis das Frankenreich, das im Konflikt neutral geblieben war, für sich zu gewinnen. Angesichts der verzweifelten Lage der Ostgoten sah er sich genötigt, den Merowingern die heutige Provence und Gebiete am Bodensee abzutreten, ohne dass aber deshalb die Franken übermäßig großes Engagement für ihn zeigten. Vor Rom gelang es Witichis aber nunmehr, die Initiative zurückzugewinnen und es entbrannten in der Folgezeit wiederholt heftige Kämpfe um das ehemalige Reichszentrum. Rom wurde von Januar 537 bis März 538 von den Ostgoten belagert und konnte erst dann durch oströmische Verstärkungen wieder entsetzt werden. Mailand war unterdessen ebenfalls heftig umkämpft; hier war dem oströmischen Feldherren Mundilas die Einnahme der Stadt gelungen, die dann von den Ostgoten wieder zurückerobert werden konnte. Justinian entschied sich unterdessen dafür, in Italien den Feldherren Narses einzusetzen, der allerdings bald in Rivalität zu Belisar geriet. An der Adriaküste gelang den Oströmern im Jahr 538 der Vormarsch bis Rimini.
Im Mai 540 wurde die ostgotische Residenz Ravenna eingenommen und Witichis von oströmischen Truppen gefangengesetzt und nach Konstantinopel gebracht. Damit schien die Entscheidung gefallen zu sein. Den (schwachen) Widerstand setzte nur Hildebad fort, zugleich intervenierten nun die Franken in der westlichen Poebene, wo sie Mailand eroberten und sowohl gegen ostgotische als auch gegen oströmische Verbände vorgingen. Die oströmisch-ostgotischen Kämpfe ebbten dagegen zunächst ab, da Justinian einen Großteil seiner Verbände für den erneut ausgebrochenen Krieg mit den Persern im Osten abziehen musste (siehe Römisch-Persische Kriege). Belisar wurde zugleich seines Kommandos enthoben, da Justinian in seinem Vorgehen allzu große Eigenmächtigkeiten erkannte. So hatte Belisar vor Ravenna mit ostgotischen Adligen verhandelt, welche ihm die Kaiserwürde des Westens angeboten hatten, und auch die Gefangennahme Witichis’ ging über sein Mandat hinaus, da Justinian eher ein abhängiges Ostgotenreich im Norden (als Föderaten) zur Grenzsicherung gegen Langobarden und Franken wünschte als die vollständige Zerschlagung des Gegners.

## Zweiter Gotenkrieg (541–550)
In der Führungsgruppe der Ostgoten kam es unterdessen zur Krise. Hildebad, der sich um eine Friedenslösung mit Justinian bemühte, wurde 541 bei einem Bankett von einem Gepiden ermordet; Nachfolger wurde zunächst der Rugier Erarich, der zwar den Kampf gegen Ostrom wieder aufnahm, aber vom ostgotischen Adel nicht anerkannt wurde und Anfang 542 von Totila, dem Neffen Hildebads, abgelöst wurde. Totila ging entschlossen daran, erneut den Widerstandswillen der Ostgoten anzufachen und eine Flotte zu bauen, während das Oströmische Reich durch die Ende 541 ausgebrochene sogenannte Justinianische Pest geschwächt und durch die schweren Kämpfe gegen die sassanidischen Perser militärisch gebunden war. Der nun beginnende zweite Gotenkrieg war ungleich blutiger als der erste; und zunächst waren die Goten sehr erfolgreich. Tatsächlich gelangen Totila Vorstöße nach Süden, bei denen er 543 Neapel zurückeroberte und 544 Otranto belagerte und bei denen im Dezember 546 auch Rom, wenn auch nur kurzzeitig, den Ostgoten wieder in die Hände fiel. Bei der vorangegangenen Belagerung wurden die in die Stadt führenden Aquädukte zerstört, so dass nicht nur der Betrieb der großen antiken Thermen endgültig zum Erliegen kam, sondern auch die Nahrungsmittelversorgung in Gefahr geriet, da die städtischen Mühlen auf dieses Wasser angewiesen waren; die Belagerten behalfen sich, indem sie ihre Mühlen kurzerhand auf Schiffe stellten und vom Tiber durch Wasserräder antreiben ließen; damit waren die Schiffsmühlen erfunden.
544 war auch Belisar, der zuvor wenig erfolgreich gegen die Sassaniden gekämpft hatte, wieder auf dem italischen Kriegsschauplatz erschienen; er konnte die Belagerung von Otranto durch die Ostgoten aufheben und auf Rom marschieren. Da die meisten und besten kaiserlichen Truppen aber nach wie vor gegen die Perser kämpfen mussten, verfügte Belisar nicht über ausreichende Kräfte. Die Kämpfe nahmen nun im ganzen Land sehr an Härte und Grausamkeit zu und führten zu Hungersnöten, so dass hier eine entscheidende Zäsur zu sehen ist, die für Italien den Übergang von der Antike zum Mittelalter bedeutete (siehe auch Ende der Antike). Für die Ostgoten stellte sich der Krieg als Entscheidungskampf um Leben oder Tod dar, so dass auch radikale Maßnahmen gerechtfertigt erschienen. Totila verfügte etwa, dass auch Sklaven zum Einsatz kommen sollten; ein Schachzug, der insbesondere den senatorischen Stand treffen sollte, der eher mit Ostrom sympathisierte. Belisar war unterdessen 547 die Rückeroberung Roms gelungen, das aber weiterhin umkämpft blieb und 549 nach langer Belagerung (und schwerer Hungersnot) wieder von den Ostgoten zurückerobert werden konnte. Die blutigen Kämpfe des zweiten Gotenkrieges führten dazu, dass die Stadt, die die Angriffe der Westgoten und Vandalen im 5. Jahrhundert noch einigermaßen unbeschadet überstanden hatte und 535 immer noch etwa 100.000 Einwohner gezählt hatte, nunmehr fast entvölkert und in ein Ruinenfeld verwandelt wurde. Totila soll sogar die völlige Zerstörung Roms geplant haben und erst im letzten Moment davon abgebracht worden sein. Der König feierte seinen Erfolg Anfang 550 mit Wagenrennen im Circus Maximus – den letzten, die dort in der Antike abgehalten wurden. Mittlerweile sah sich Justinian genötigt, Belisar endgültig abzuberufen und durch Narses zu ersetzen; bemerkenswert ist in diesem Zusammenhang die Beurteilung durch Prokopios von Caesarea, der Belisar in seinen Historien zahlreiche Versäumnisse vorwarf, während dieser selbst sich von Justinian im Stich gelassen fühlte, der ihm die nötige militärische Verstärkung vorenthalten habe.

## Der Feldzug des Narses (551–552/562)
550/51 entspannte sich die militärische Lage an der Perserfront, und Justinian konnte seine Aufmerksamkeit nun wieder Italien zuwenden. Eigentlich hätte Germanus, ein Vetter Justinians, der Matasuentha geheiratet hatte, die kaiserlichen Truppen anführen sollen, doch starb er vor Beginn des Feldzugs. Narses, der durch sein Auftreten im Nika-Aufstand das volle Vertrauen Justinians besaß, suchte nun durch ein energisches Vorgehen die endgültige Entscheidung. Der Kaiser stellte ihm mit gut 30.000 Mann ein vergleichsweise großes Aufgebot zur Verfügung, mit dem er 551 über Illyrien nach Norditalien vorstieß. Dem hatten die Goten nach den Verlusten der vergangenen Jahre kaum noch Gleichwertiges entgegenzustellen, zudem wurden ihre Stellungen in der Poebene geschickt umgangen, und Narses stieß sofort von Venetien nach Mittelitalien vor. Um zu retten, was noch zu retten war, postierte sich Totila mit knapp 20.000 Mann in einem engen Tal bei Taginae (unweit des heutigen Perugia), um den weiteren Vormarsch der Oströmer aufzuhalten.
Am 1. Juli 552 kam es dort zur entscheidenden Schlacht von Busta Gallorum (benannt nach einem alten Grabhügel gallischer Krieger), die die Oströmer für sich entscheiden konnten. Totila starb an den in der Schlacht erlittenen Verwundungen, Narses konnte ungehindert weiter südwärts ziehen, und Rom wechselte ein letztes Mal seinen Besitzer, indem es nun endgültig in oströmische Hände fiel. Die überlebenden ostgotischen Krieger wählten sich unterdessen Teja zum neuen König, der einige Monate nach Totilas Niederlage bei Neapel am Fuß des Vesuvs in der Schlacht am Mons Lactarius die letzte große Schlacht des Krieges wagte. Auch hier suchten die Goten den Vorteil, der sich durch die Verschanzung in einem engen Tal bot, sodass die Oströmer zwei volle Tage brauchten, um die Oberhand zu gewinnen. Schließlich aber fiel auch Teja im Kampf, wodurch die Schlacht und der Krieg für die Oströmer entschieden war. Einzelne Verbände leisteten zwar noch einige Zeit Widerstand, das Land war aber nunmehr praktisch vollständig unter oströmischer Kontrolle.
Ein letztes Nachspiel ergab sich, nachdem eine gotische Gesandtschaft den Hof des fränkischen Königs Theudebert I. erreichte, von dem sie jedoch keine Unterstützung erhielt. Dafür engagierte sich der merowingische dux von Alamannien Butilin. Unter ihm und seinem Bruder Leuthari stieß im Frühjahr 553 ein Heer von – nach den fraglos übertriebenen Angaben des Agathias – 75.000 alamannischen und fränkischen Kriegern als Bundesgenossen der letzten Ostgoten nach Italien vor, um Narses zu schlagen. Sie durchzogen plündernd Italien bis zur Meerenge von Messina, konnten aber im Herbst 554, nachdem sie durch Seuchen bereits geschwächt worden waren, von Narses in einer Schlacht am Casilinus bei Capua völlig vernichtet werden. Nach Agathias hatte sich Butilin die gotische Krone erhofft; ob dies zutrifft, muss offenbleiben. Justinian ordnete 554 mit der Pragmatischen Sanktion die Eingliederung Italiens unter einem Prätorianerpräfekten in das Oströmische Reich an, während zugleich eine Reihe alter weströmischer Ämter aufgelöst wurde. Im Jahre 555 kapitulierten dann die letzten ostgotischen Einheiten bei Salerno, einige Kämpfer gingen ins fränkische Exil. Die letzten gotischen Festungen ergaben sich erst 562.

## Auswirkungen
Dem Oströmischen Reich war die Rückeroberung des Kernlandes des alten Imperium Romanum gelungen. Rom, das alte Reichszentrum, befand sich wieder unter kaiserlicher Kontrolle. Doch dies erwies sich recht schnell als Pyrrhussieg. Italien war durch die Kriegswirren, Hungersnöte und Pest ausgeblutet und damit eher eine Last als ein Gewinn. War die Halbinsel zuvor noch in allen wesentlichen Bereichen von der spätantiken Kultur geprägt gewesen, gelangte diese Phase hier nun an ihr Ende. Der blutige Krieg hatte ferner zu einem erheblichen Aderlass in den oströmischen Reihen, vor allem aber zu hohen Kriegskosten geführt, was die Widerstandskraft des Imperiums gegen künftige Feinde wie die Slawen und Awaren auf dem Balkan und die Sassaniden und später die Araber im Osten erheblich verminderte.
Zwar bemühten sich die Oströmer, die Infrastruktur Italiens wieder instand zu setzen; so wurden neue Brücken gebaut und auch einige Aquädukte wieder repariert. Doch es fehlte an Zeit, um einen wirklichen Wiederaufbau durchzuführen: Die Langobarden, die in Pannonien siedelten und die Pässe nach Italien gut kannten, seit langobardische Föderaten 551 Narses begleitet hatten, nutzten bereits im Jahr 568 die Gunst der Stunde, um in Norditalien einzufallen, wo ihnen vergleichsweise wenig Widerstand geleistet wurde. Lediglich ein breiter Landstreifen von Ravenna bis Rom und Küstengebiete im Süden konnten von den Oströmern gehalten werden, bis auch diese in den folgenden Jahrhunderten nach und nach verloren gingen.

## Rezeption
Der Gotenkrieg und der Untergang des Ostgotenreichs wurde von Felix Dahn, der selbst wichtige frühe historische Forschungen vorgelegt hat, in seinem Roman Ein Kampf um Rom (1876) eher romantisch verklärt aufbereitet. Einen denkbaren alternativen Kriegsverlauf schildert der Autor Lyon Sprague de Camp in seinem 1939 erschienenen Roman Lest Darkness Fall (auf Deutsch: Vorgriff auf die Vergangenheit).